# Barbie, a Sziget hercegnője
A Barbie, a Sziget hercegnője (eredeti cím: Barbie as the Island Princess) egész estés amerikai 3D-s számítógépes animációs film, amelyet Greg Richardson rendezett, a Lions Gate Entertainment készített.
Amerikában 2007. július 24-én adták ki DVD-n.

## Szereplők
| Szereplő          | Eredeti hang       | Magyar hang                         | Leírás                     |
| ----------------- | ------------------ | ----------------------------------- | -------------------------- |
| Barbie (Rosella)  | Kelly Sheridan     | Csondor Kata Vágó Bernadett (ének)  |                            |
| Antonio herceg    | Alessandro Juliani | Markovics Tamás                     |                            |
| Sagi              | Christopher Gaze   | Király Attila Fesztbaum Béla (ének) |                            |
| Azul              | Steve Marvel       | Bognár Zsolt Barát Attila (ének)    |                            |
| Tika              | Susan Roman        | Csuha Bori                          |                            |
| Ariana királynő   | Andrea Martin      | Kubik Anna Szabó Éva (ének)         |                            |
| Tallulah          | Bets Malone        | Haffner Anikó                       |                            |
| Luciana hercegnő  | Candice Nicole     | Haffner Anikó Balla Eszter (ének)   |                            |
| Peter király      | Russel Roberts     | Kőszegi Ákos                        |                            |
| Danielle királyné | Patricia Drake     | Frajt Edit                          |                            |
| Mama              | Patricia Drake     | Frajt Edit                          |                            |
| Marissa királynő  | Kate Fisher        | Balogh Anna                         |                            |
| Nat               | Scott Page Pagter  | Kassai Károly                       | Ariana királynő patkányai. |
| Pat               | Ian James Corlett  | Bereczki Zoltán                     | Ariana királynő patkányai. |
| Mat               | N/A                | saját hangján                       | Ariana királynő patkányai. |
| Frazer            | Garry Chalk        | Németh Gábor                        |                            |
| Calvin            | Garry Chalk        | Németh Gábor                        |                            |
| Őr                | Terry Klassen      | Németh Gábor                        | Az egyik őr a palotában.   |
| Királyi lakáj     | Terry Klassen      | Elek Ferenc                         |                            |
| Lorenzo           | Brian Drummond     | Elek Ferenc                         |                            |
| Sofia             | Chantal Strand     | Pekár Adrienn                       |                            |
| Tiny              | Kathleen Barr      | Pekár Adrienn                       |                            |
| Rita              | Britt McKillip     | Takács Mariann                      |                            |
| Gina              | Carly McKillip     | Laudon Andrea                       |                            |
| Pap               | Steve Marvel       | Beratin Gábor                       |                            |
| Ló                | Terry Klassen      | Beratin Gábor                       |                            |

## Kapcsolódó szócikk
- A Barbie-filmek listája